# Кауце (Л'Аквила)
Кауце (итал. Cauze) је насеље у Италији у округу Л'Аквила, региону Абруцо.
Према процени из 2011. у насељу је живело 17 становника. Насеље се налази на надморској висини од 500 м.